# Tettigoniopsis kotsusana
Tettigoniopsis kotsusana är en insektsart som beskrevs av Tominaga, O. 1999. Tettigoniopsis kotsusana ingår i släktet Tettigoniopsis och familjen vårtbitare. Inga underarter finns listade i Catalogue of Life.